# Rainbow Valley
Rainbow Valley is een lied geschreven door Buzz Cason en Mac Gayden. Zij waren de baas van het platenlabel Rising Sons Records. Zij contracteerden de countryzanger Robert Knight en lieten hem Everlasting Love opnemen. In 1967 nam hij ook hun nummer My Rainbow Valley en bracht dit uit, eerst op de LP Love on a Mountain Top en vervolgens als single. 
Het lied heeft als thema "Zoals het klokje thuis tikt".

## The Love Affair
Het Britse Love Affair bracht beide nummers ook uit op single en scoorde daar met name in het Verenigd Koninkrijk grotere successen mee. Everlasting Love van Knight haalde amper de Britse top 50, My Rainbow Valley deed niets. De versies van Love Affair haalden respectievelijk de nummer 1 en 5. Ondanks deze laatste successen wist de bijbehorende LP The Everlasting Love Affair de Britse albumlijsten niet te halen.
In de wijk van Kattenburg, Amsterdam werd voor het plaatje een filmpje gemaakt. De opname daarvoor vond plaats voor een aantal deels gesloopte onbewoonbaar verklaarde woningen. Grote delen van Kattenburg werden destijds gesloopt. Op de gevel is het opschrift Moef Ga Ga te herkennen, in 1967 - 1968 een programma over popmuziek van Bob Rooyens voor de AVRO, gepresenteerd door onder anderen Joost den Draaijer.

## Hitnotering
In Engeland stond het dertien weken genoteerd met als hoogste plaats de vijfde. In Nederland en België kende het nummer een bescheiden succesje, dat de Top 40 haalde. In de maandlijsten van Muziek Expres stond het één maand genoteerd op plaats 22.

### Nederlandse Top 40
| Positie: | 38 | 32 | uit |

### NPO Radio 2 Top 2000
Rainbow valley stond alleen in 2000 in de NPO Radio 2 Top 2000, op plek 1855.